# Confignon
Confignon är en ort och kommun i kantonen Genève, Schweiz. Kommunen har 4 552 invånare (2023).